# Serrat del Bou
El Serrat del Bou és una serra situada al municipi de les Llosses a la comarca del Ripollès, amb una elevació màxima de 1.004 metres.